# Elizabeth Wurtzel

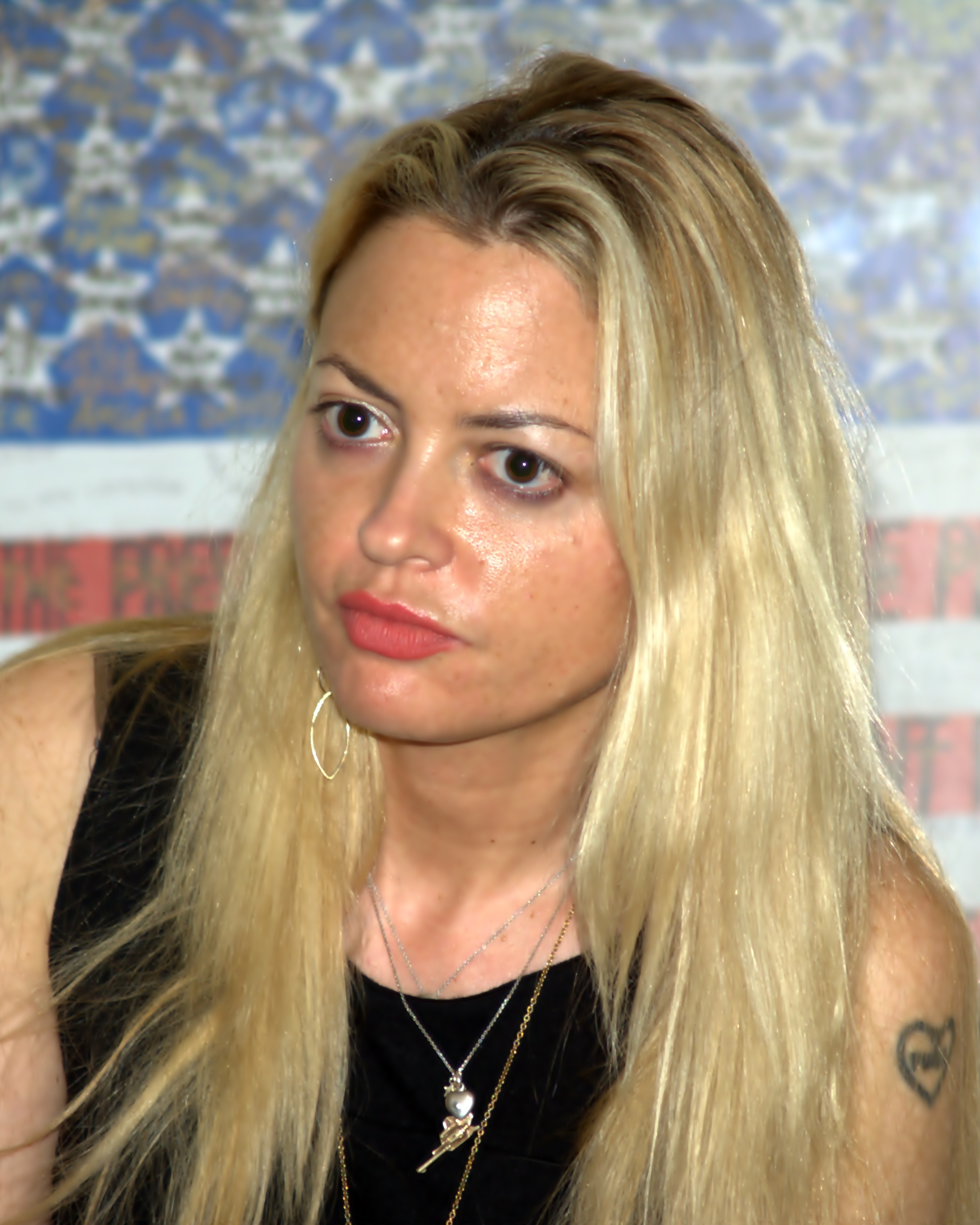
Elizabeth Wurtzel

Elizabeth Wurtzel (ur. 31 lipca 1967 w Nowym Jorku, zm. 7 stycznia 2020 tamże) – amerykańska pisarka, adwokatka i dziennikarka. Autorka autobiograficznej książki Kraina prozaca, na podstawie której w 2001 roku nakręcono film „Pokolenie P” z Christiną Ricci w roli głównej.
Ukończyła komparatystykę na Uniwersytecie Harvarda (1989) oraz studia prawnicze na Uniwersytecie Yale.